# Kouvolan keskuskenttä
Het Kouvolan keskuskenttä is een multifunctioneel stadion in Kouvola, een plaats in Finland. Het stadion wordt vooral gebruikt voor voetbalwedstrijden en bandy, de bandyclub Sudet ("Wolven") maakt gebruik van dit stadion. In het stadion is plaats voor 8.000 toeschouwers. Het stadion werd geopend in 1996.